# حق الاقتراع الأسود
يشير حق الاقتراع الأسود إلى حق السود في التصويت والذي كان يمثل مشكلة في البلدان التي تأسست في ظل ظروف الأقليات.

## الولايات المتحدة
عند التصديق على دستور الولايات المتحدة (1789)، كان عدد قليل جدًا من السود الأحرار من بين المواطنين المشاركين في التصويت في بعض الولايات. لم يحصل معظم الرجال السود في الولايات المتحدة على حق التصويت إلا بعد الحرب الأهلية الأمريكية. في عام 1870، جرت المصادقة على التعديل الخامس عشر لمنع الولايات من حرمان المواطن الذكر من حق التصويت على أساس العرق أو اللون أو حالة العبودية السابقة.
أشار حق الاقتراع الأسود في الولايات المتحدة بعد الحرب الأهلية الأمريكية صراحةً إلى حقوق التصويت للرجال السود فقط، وبالتالي لا يزال أمام جميع النساء العديد من العقبات التي يجب مواجهتها قبل الحصول على هذا الحق.
منح التعديل التاسع عشر، الذي صدّق عليه كونغرس الولايات المتحدة كقانون في 26 أغسطس 1920، حق المرأة في التصويت من الناحية الفنية. ومع ذلك، فإن هذا التعديل لم يمتد في البداية إلى معظم النساء الأمريكيات من أصل أفريقي، آسيوي، إسباني أو هندي بسبب قمع الناخبين على نطاق واسع الذي فُرض ضد النساء ذوات البشرة الملونة. لم تتمكن النساء السود من التصويت إلا بعد إقرار قانون حقوق التصويت بعد نصف قرن تقريبًا، في 6 أغسطس 1965.

## أستراليا
قيّد قانون امتياز الكومنولث لعام 1902 حق السكان الأصليين الأستراليين في التصويت في الانتخابات الفيدرالية الأسترالية. تغيّر هذا القانون في عام 1962، عندما عُدّل قانون انتخابات الكومنولث. ومع ذلك، لم يحصل الرجال والنساء من السكان الأصليين على حقوق التصويت الكاملة والمتساوية إلا في عام 1967.

## الإمبراطورية البريطانية والمملكة المتحدة
- ابتداءً من عام 1265، كان لعدد قليل من الأرستقراطيين وطبقة النبلاء الحق في التصويت لأعضاء برلمان إنجلترا. اقتصر حق الاقتراع على الذكور بالعرف وليس القانون.[3]
- وسّع قانون الإصلاح عام 1832 حق التصويت ليشمل رجال الطبقة المتوسطة.
- أنهى قانون تمثيل الشعب لعام 1918 أهلية الملكية لمنح حق الاقتراع للذكور.
- أنهى قانون المساواة عام 1928 مؤهلات الملكية لحق المرأة في الاقتراع.
- لم يكن لمواطني المستعمرات الملكية الحق في التصويت لحكومة الإمبراطورية البريطانية.
- كان لمستعمرة جامايكا أحيانًا امتيازات جزئية لانتخاب القادة، ينص دستور جامايكا على حقوق التصويت الجزئية.
- عيّن النظام الملكي البريطاني جميع قادة المستعمرات في سيراليون حتى عام 1953؛ كانت الانتخابات العامة في سيراليون عام 1962 أول انتخابات تخضع للاقتراع العام في البلاد.
- كان من المقرر أن يصبح اتحاد جزر الهند الغربية (1958-1962) مستقلاً ولكن لم يحصل ذلك مطلقًا؛ منذ ذلك الحين، حصل عدد من الدول الأعضاء على الحكم الذاتي.
- يتمتع مواطنو دول الكومنولث من خارج المملكة المتحدة والمقيمين فيها بحقوق التصويت الكاملة. قبل قانون الجنسية البريطانية لعام 1981، كان يُطلق على مواطني الكومنولث رسميًا اسم الرعايا البريطانيين ودائمًا ما يُعاملوا على هذا النحو في القانون. عندما مُرّر أول قانون للجنسية البريطانية لعام 1948، أُعيد تأكيد هذا الحق وحدد أيضًا حقوق المواطنة للأشخاص المحميين البريطانيين والتي كانت تُمنح قبل عام 1948 فقط من خلال الامتياز الملكي على عكس مواطني الكومنولث/الرعايا البريطانيين.
- مواطنو جمهورية أيرلندا، رغم أنهم ليسوا مواطنين من دول الكومنولث، فهم لا يزالون يتمتعون بحقوق التصويت الكاملة في المملكة المتحدة.